# Trimeresurus macrolepis
Trimeresurus macrolepis är en ormart som beskrevs av Beddome 1862. Trimeresurus macrolepis ingår i släktet palmhuggormar, och familjen huggormar. Inga underarter finns listade i Catalogue of Life. IUCN listar arten i släktet Peltopelor.
Denna orm förekommer med flera från varandra skilda populationer i västra och södra Indien. Den lever i bergstrakter mellan 600 och 2400 meter över havet. Arten vistas i delvis städsegröna skogar och den besöker angränsande odlade områden.
Individerna klättrar främst i växtligheten och de jagar grodor, småfåglar och mindre däggdjur som gnagare. På grund av att ormen vistas i samma region som människor förekommer många fall av bett.